# Delduar
Delduar è un sottodistretto (upazila) del Bangladesh situato nel distretto di Tangail, divisione di Dacca. Si estende su una superficie di 184,54 km² e conta una popolazione di 207.278 abitanti (dato censimento 1991).